# Ornitòper

Un ornitòpter (1998).

Un ornitòpter és un aerodina que obté l'empenyiment i sustentació necessaris del moviment batent de les ales de forma anàloga a com fan les aus, i d'aquí el nom, que en grec vol dir 'amb ales (en grec = pteros) d'ocell (en grec ornos, a l'orni)'.
L'observació del vol de les aus ha portat diversos pensadors i científics a través de la història a dissenyar màquines basades en aquest principi, però el principal obstacle per al seu funcionament ha estat la relació entre la força aplicada i l'empenyiment obtingut.
La realització d'un artefacte mecànic que desenvolupi els treballs necessaris i complexos per a la transmissió mecànica del moviment implica rendiments molt baixos que impedeixen obtenir la sustentació suficient per aixecar el pes del motor i els seus mecanismes.
Els artefactes que prenen com a font d'energia la força d'un tripulant humà són inoperants, ja que la relació entre el pes de les aus i la potència que els seus músculs poden desenvolupar és molt més favorable en el seu cas que en el de l'home.
Són cèlebres els projectes i descripcions de màquines d'aquest tipus realitzats per Roger Bacon el 1250 i Leonardo da Vinci cap al 1490.